# لوبینیزکی (دهانه)
لوبینیزکی یک دهانه برخوردی در ماه‌ است.

## دهانه‌های اقماری
این دهانه ۶ دهانه اقماری دارد.
| Lubiniezky | عرض جغرافیایی | طول جغرافیایی | قطر          |
| ---------- | ------------- | ------------- | ------------ |
| A          | ۱۶.۴° S       | ۲۵.۶° W       | ۳۰.۰ کیلومتر |
| E          | ۱۶.۶° S       | ۲۷.۳° W       | ۳۷.۰ کیلومتر |
| D          | ۱۶.۵° S       | ۲۳.۴° W       | ۸.۰ کیلومتر  |
| G          | ۱۵.۳° S       | ۲۰.۲° W       | ۴.۰ کیلومتر  |
| F          | ۱۸.۳° S       | ۲۱.۸° W       | ۸.۰ کیلومتر  |
| H          | ۱۷.۰° S       | ۲۱.۲° W       | ۴.۰ کیلومتر  |